# Sottosegretario di Stato
Il sottosegretario di Stato, in alcuni ordinamenti, è un componente del governo che collabora con un ministro e lo assiste in particolari situazioni.

## Storia
Il sottosegretario di stato comparve in Francia nel 1815 con il governo dei cento giorni, che annoverava due sottosegretari di stato agli affari esteri. La figura fu generalizzata l'anno successivo, prevedendo la possibilità di nominare uno o più sottosegretari di stato per ciascun ministro.

## Caratteristiche
Questo titolo viene usato soprattutto laddove il titolo di segretario di stato è attribuito ai ministri. In qualche ordinamento il titolo di sottosegretario di stato è utilizzato, per ragioni storiche, anche se il titolo di segretario di stato non è più in uso per i ministri: è il caso dell'Italia dove la denominazione risale al periodo monarchico, quando i ministri avevano il titolo ufficiale di ministro segretario di stato (tuttora usato nella prassi, sebbene non ripreso dalla costituzione repubblicana).

## Nel mondo
In certi ordinamenti il sottosegretario di stato (o, semplicemente sottosegretario) è invece il funzionario burocratico di più alto livello del dicastero, posto alle dirette dipendenze del ministro (che ha il titolo di segretario di stato o, semplicemente, segretario). È il caso dell'undersecretary degli Stati Uniti, dove la figura corrispondente al sottosegretario italiano prende il nome di deputy secretary, e del permanent undersecretary of state britannico, che si contrappone al parlamentary undersecretary of state, figura corrispondente al sottosegretario italiano. Anche in Spagna il subsecretario  è un funzionario burocratico, seppur di nomina politica: dirige la subsecretaría, unità organizzativa incaricata dei servizi comuni del ministero.

### Italia
Nell'ordinamento italiano la figura del sottosegretario di Stato fu istituita con la legge 12 febbraio 1888, n. 5195, in sostituzione del segretario generale. Attualmente è disciplinata dall'art. 10 della legge 23 agosto 1988, n. 400 (Disciplina dell'attività di Governo e ordinamento della Presidenza del Consiglio dei ministri).
In alcune regioni vi è la figura del sottosegretario alla presidenza della giunta regionale.